# Zespół Zollingera-Ellisona
Zespół Zollingera-Ellisona (zespół Strøma-Zollingera-Ellisona) – zespół chorobowy będący wynikiem nadmiernego wydzielania hormonu – gastryny przez guz (gastrinoma) zlokalizowany najczęściej w dwunastnicy lub trzustce. Efektem tego jest zwiększone wydzielanie soku żołądkowego. Objawia się mnogimi, opornymi na leczenie owrzodzeniami żołądka i dwunastnicy, a nawet jelita cienkiego. Rozpoznanie stawia się na podstawie gastroskopii, badań obrazowych uwidaczniających zmianę guzowatą oraz badań laboratoryjnych wykazujących zwiększone wydzielanie kwasu solnego oraz znacznie podwyższone stężenie gastryny. Stosowanym leczeniem jest leczenie operacyjne polegające na doszczętnym wycięciu guza. Leczenie wspomagające i doraźne polega na podawaniu dużych dawek leków z grupy inhibitorów pompy protonowej (np. omeprazolu).

## Historia
Zespół został po raz pierwszy opisany w 1955 roku przez dwóch amerykańskich chirurgów: Roberta M. Zollingera i Edwina H. Ellisona. W 1956 roku w Gastroenterology B. Eisman i R. Maynard zaproponowali nazwę zespół Zollingera-Ellisona.

## Epidemiologia
Rzadko spotykany. Jest przyczyną około 0,1-1% wrzodów.
Występuje z częstością od 1-3/1 000 000 przypadków (Szwecja) do 0,1-0,2/1 000 000 przypadków (Dania).

Średni wiek pojawienia się objawów choroby to 43 lata. Nieznacznie częściej u mężczyzn.

## Etiopatogeneza
Zespół jest spowodowany nadmiernym wydzielaniem gastryny przez hormonalnie czynny guz. Prowadzi to do pobudzenia komórek okładzinowych do produkcji kwasu solnego. Końcowym efektem jest powstanie wrzodów. 

Guz jest najczęściej zlokalizowany w ścianie dwunastnicy, w trzustce lub okolicznych węzłach chłonnych. Do rzadszych lokalizacji należą: wątroba, przewód żółciowy wspólny, jelito czcze, sieć, jajnik i serce. 

W 75% przypadków guzy mają charakter sporadyczny. W 20-25% zespół Zollingera-Ellisona rozwija się jako składowa zespołu gruczolakowatości wewnątrzwydzielniczej typu I.

## Objawy
- objawy choroby wrzodowej (głównie ból w nadbrzuszu – występuje w ponad 90% przypadków[5]) – obecność mnogich wrzodów o nietypowej lokalizacji (np. w dalszej części dwunastnicy lub w jelicie czczym) opornych na leczenie, często nawracających po leczeniu farmakologicznym lub chirurgicznym
- biegunka – czasami o charakterze tłuszczowym. Jest spowodowana unieczynnieniem enzymów trzustkowych, utrudnieniem emulsyfikacji tłuszczów i uszkodzeniem nabłonka jelitowego przez kwas solny. Na skutek działania gastryny dochodzi też do upośledzenia perystaltyki jelitowej, co prowadzi do upośledzenia wchłaniania płynów i elektrolitów.
- refluks żołądkowo-przełykowy[6]

Cechami sugerującymi zespół Zollingera-Ellisona może być także współistniejące ciężkie zapalenie przełyku lub współistnienie wyspiaka trzustki, guza przysadki lub nadczynności przytarczyc.

## Rozpoznanie
Rozpoznanie stawia się na podstawie:
1. Charakterystycznego obrazu klinicznego.
2. Nieprawidłowości w badaniach laboratoryjnych:
  - stężenie gastryny > 10 razy powyżej normy przy pH soku żołądkowego < 2,1. U większości chorych na zespół Zollingera-Ellisona stężenie gastryny w trakcie głodzenia wynosi > 500 pg/ml (przy prawidłowym 20–150 pg/ml).
  - test stymulacji gastryny – u chorych u których występują pośrednie stężenia gastryny (200–500 pg/ml) dożylny wlew wapnia albo z sekretyny podnosi stężenie tego hormonu. U osób zdrowych i pacjentów z wrzodem trawiennym taka reakcja nie występuje.
  - dwunastogodzinne nocne podstawowe wydzielanie kwasu solnego (BAO) > 100 mmol.
Godzinne BAO > 15 mmol.
Stosunek BAO do MAO (maksymalne wydzielanie) przekracza 0,6.
Niewielki wzrost lub brak wzrostu wydzielania kwasu solnego po stymulacji pentagastryną lub betazolem.
3. Lokalizacji guza w badaniach obrazowych:
  - scyntygrafia receptorowa (wykazuje największą czułość)
  - endosonografia
  - USG
  - TK
  - MRI
  - arteriografia

### Badania dodatkowe

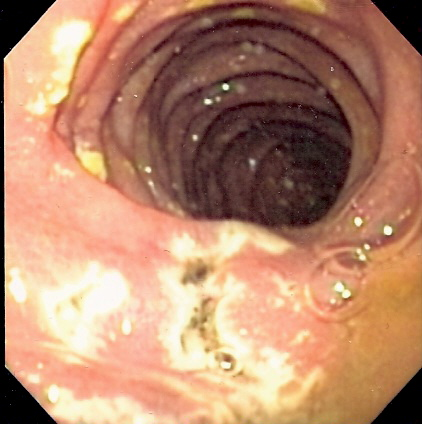
Mnogie owrzodzenia w dystalnej części dwunastnicy u pacjenta z gastrinoma (endoskopia)

W gastroskopii przerost fałdów błony śluzowej żołądka, obecność wrzodów o nietypowej lokalizacji.

### Różnicowanie
- choroba wrzodowa

Stany przebiegające ze zwiększeniem stężenia gastryny we krwi:
- niedokrwistość złośliwa
- zanikowe zapalenie błony śluzowej żołądka
- zakażenie Helicobacter pylori
- stany po resekcji żołądka

## Leczenie
U chorych u których zlokalizowano guz wydzielający gastrynę stosuje się leczenie operacyjne, polegające na usunięciu zmiany. W wielu przypadkach jest to niemożliwe, ponieważ często guzy są wieloogniskowe albo trudne do rozpoznania w czasie laparoskopii. Tylko około 20% guzów nadaje się do resekcji.
Nadmierne wydzielanie kwasu solnego i związane z tym powikłania leczy się zachowawczo, stosując blokery pompy protonowej i H2-blokery. Dość często leczenie takie jest nieskuteczne. Stosuje się wtedy leczenie operacyjne. Metodą z wyboru jest całkowita resekcja żołądka.

## Rokowanie
Ponad 2/3 guzów odpowiedzialnych za chorobę ma charakter złośliwy. Są to jednak nowotwory wolno rosnące. Przeżycie chorych jest długie, wczesne rozpoznanie skutkuje przeżywalnością ponad 80% w ciągu 15 lat.